# Голодуша
Голодуша — деревня в Гдовском районе Псковской области России. Входит в состав Самолвовской волости Гдовского района.

## География
Расположена на юго-западе района в междуречье Желчи и её притока Ремды, в 13 км к северо-востоку от волостного центра Самолва, в 4 км к северо-востоку от деревни Ремда.

## Население
| 2001 | 2002 | 2010 |
| ---- | ---- | ---- |
| 12   | ↘11  | ↘5   |

## История
До 2005 года деревня входила в состав ныне упразднённой Ремдовской волости.